# Лимбяяха (приток Ярудея)
Лимбяяха (устар. Лимбя-Яха) — река в России, протекает по территории Ямало-Ненецкого автономного округа. Устье реки находится в 192 км по правому берегу Ярудея. Длина реки — 73 км.

## Данные водного реестра
По данным государственного водного реестра России относится к Нижнеобскому бассейновому округу, водохозяйственный участок реки — Надым. Речной бассейн реки — Надым.